# غايتان هوارد
غايتان هوارد (12 يناير 1962

 في مونتارغيس) (بالفرنسية: Gaëtan Huard)‏ لاعب كرة قدم فرنسي معتزل كان يجيد اللعب في مركز حارس مرمى .
لعب هوارد في أندية لنس (1980-1988) مرسيليا (1988-1991) بوردو (1991-1996) هيركوليز (1996-1997) .
ساهم هوارد في تتويج نادي مرسيليا ببطولة دوري الدرجة الأولى مرتين موسمي 1988/1989 و1989/1990 وكأس فرنسا موسم 1988/1989 كما ساهم في تتويج نادي بوردو ببطولة دوري الدرجة الثانية موسم 1991/1992 . في موسم 1992/1993 استطاع أن يحافظ على نظافة شباكه من دون تسجيل أي هدف طوال 1176 دقيقة أي تقريبا 13 مباراة متتالية .

## روابط خارجية
- غايتان هوارد على موقع قاعدة بيانات كرة القدم.إي يو (الإنجليزية)
- غايتان هوارد على موقع ليكيب (الفرنسية)
- غايتان هوارد على موقع Soccerbase.com (لاعب) (الإنجليزية)
- غايتان هوارد على موقع عالم كرة القدم.نت (الإنجليزية)